# Peel (přítok Mackenzie)
Peel je řeka v Kanadě, protékající Severozápadními teritorii a Yukonem. Vytéká z pohoří Ogilvie Mountains, kde vzniká u soutoku řek Ogilvi a Blackstone. Hlavními přítoky řeky Peel jsou řeky Ogilvi, Blackstone, Hart, Wind, Bonnet Plume a Snake. Řeka protéká vesnicí Fort McPherson, kde přes ní vede cesta Dempster Highway (v letním období zde funguje přívoz, zatímco v zimě je doprava vedena přes zamrzlou řeku). Fort McPherson je jedinou vesnicí, kterou řeka Peel protéká. Peel vtéká do řeky Mackenzie.